# Jan Wolff (architect)
Jan Wolff was een 17e-eeuwse Poolse steenhouwer en architect die een werkplaats in Zamość had. Wolff werkte in zijn projecten samen met Jan Jaroszewicz.
| Naam                  | Bouwjaar  | Adres                 | Plaats  | Bijzonderheden                          | Afbeelding |
| --------------------- | --------- | --------------------- | ------- | --------------------------------------- | ---------- |
| Kerk van Uchanie      | ca. 1625  |                       | Uchanie |                                         |            |
| Heilige Katharinakerk | 1637-1665 | Plac Jaroszewicza 1   | Zamość  | Samen met Jan Jaroszewicz               |            |
| Franciscaanse kerk    | 1637-1665 | Stanisława Staszica 1 | Zamość  | Samen met Jan Jaroszewicz               |            |
| Zamoyski academie     | 1639-1651 | Akademicka 1          | Zamość  | Verbouwing samen met Jan Jaroszewicz    |            |
| Stadhuis van Zamość   | 1639-1651 | Rynek Wielki 13       | Zamość  | Uitbreiding (samen met Jan Jaroszewicz) |            |